# Mãe Dináh
Benedicta Finazza, mais conhecida como Mãe Dináh (São Paulo, 5 de dezembro de 1930 – São Paulo, 3 de maio de 2014), foi uma vidente brasileira. Após adquirir fama com suas previsões na década de 1990, teve uma passagem relâmpago pela TV Gazeta, e foi candidata a vereadora pela cidade de São Paulo em 1996, pelo Partido da Frente Liberal (PFL).

## Primeiros anos
Nascida em São Paulo, no bairro do Paraíso, Benedicta era filha de pai italiano e tinha ascendência indígena por parte da mãe.
Ela declarava que desde muito pequena, com seus três anos de idade, já aparentava ser uma sensitiva, pois contava suas visões de fatos que iriam acontecer com seus familiares ou com amigos.
Aos sete anos previu a morte da própria avó. Aos treze, começou a fazer suas primeiras sessões para colegas de escola e vizinhos.

## Carreira
Autointitulada "terapeuta holística, sensitiva e intuitiva com percepção extrassensorial", a vidente possuía registro de terapeuta holística pelo Sindicato dos Terapeutas Holísticos (Sinte), e era devotada à umbanda, sua religião desde jovem.
Tornou-se nacionalmente famosa ao aparecer em público, no início dos anos de 1990, revelando várias previsões e por ter sido apontada pela mídia como vidente pessoal do presidente Fernando Collor de Mello, a quem previu que faria um "ótimo governo". Após isso, em 1996, ela teve muita exposição em programas de televisão, supostamente por ter previsto o acidente fatal dos Mamonas Assassinas. Também ficou conhecida por errar a previsão de Ayrton Senna, que, segundo ela, ganharia a corrida, mas acabou morrendo. Por causa do erro dessa previsão, foi estrela de um comercial da MTV, no qual ironizava seus próprios dons mediúnicos. Boatos surgiram dizendo que a Mãe Dináh havia previsto a explosão no Osasco Plaza Shopping, ocorrida em 11 de junho de 1996, mas ela negou: "se tivesse adivinhado esse acidente, teria avisado". Os boatos começaram depois que a mesma disse que algum prédio de Jundiaí iria cair.
Vários programas humorísticos, como Pânico na TV, costumavam usar a imagem da Mãe Dináh em suas blagues.
Em 1996, Mãe Dináh ganhou um programa diário de três minutos na CNT/Gazeta, o qual era exibido pela manhã e fazia consultas e previsões. A atração ficou apenas uma semana no ar, já que coincidiu com a época de sua candidatura a vereadora de São Paulo pelo Partido da Frente Liberal (PFL).
Em julho de 2013, um vídeo de Dináh afirmando que a Recopa Sul-Americana daquele ano, disputada entre Corinthians e São Paulo, iria terminar em empate atingiu quase 200 mil visualizações no YouTube em 10 dias. Tratava-se, porém, de uma encenação para divulgar projeto do Santander sobre sustentabilidade. Em outubro do mesmo ano, foi estrela das chamadas de lançamento da "nova MTV", em que aparecia fazendo previsões da programação da emissora. Com o mesmo objetivo foi lançado um site que complementava as chamadas.

## Vida pessoal

### Família
Matriarca de uma pequena família, Mãe Dináh era viúva e teve uma única filha, também vidente, a qual lhe deu duas netas.

### Falecimento
A vidente morreu no dia 3 de maio de 2014, por falência de múltiplos órgãos e sistemas, além de choque sético gastrintestinal, no Hospital da Luz na Vila Mariana, em São Paulo. O hospital, por meio de sua assessoria de imprensa, informou que Mãe Dináh tinha uma doença neuromuscular chamada miastenia e, por isso, usava medicações que diminuem a imunidade e fragilizam o organismo.
Na nota de falecimento do Hospital da Luz, lia-se:
"O Hospital da Luz informa que a Sr.ª Benedicta Finazzi (conhecida como Mãe Dinah), de 83 anos, faleceu na madrugada deste sábado (3 maio). A paciente, que deu entrada no Pronto-Socorro no último dia 30 e foi imediatamente internada na Unidade de Terapia Intensiva (UTI), era portadora de miastenia grave, doença neuromuscular, e por este motivo usava medicações imunossupressoras, que diminuem a imunidade e fragilizam o organismo. Em função desse quadro de saúde delicado, desenvolveu problemas no trato urinário e gastrointestinal e, apesar de todos os esforços médicos empreendidos, o quadro evoluiu para a falência de múltiplos órgãos. O hospital se solidariza com familiares e amigos da Sra Benedicta Finazzi".
O corpo da vidente foi enterrado no dia 3 de maio de 2014, no Cemitério da Paz no Morumbi, São Paulo.